# 琴ヶ嶽綱一
琴ヶ嶽 綱一（ことがたけ こういち、 1952年9月24日 - 2024年2月24日）は、北海道川上郡弟子屈町出身で佐渡ヶ嶽部屋に所属した元大相撲力士。本名は竹内 孝一（たけうち こういち）。最高位は西前頭筆頭（1977年5月場所）。現役時代の体格は186cm、114kg。得意手は左四つ、吊り。

## 来歴・人物
実家は農家で、牛乳配達のアルバイトや父の内職を手伝うなどした事が、体を作る下地になったという。力士を志したのは、中学3年生の時の事である。
上京して佐渡ヶ嶽部屋に入門し、1967年11月場所にて、15歳で初土俵。翌年1月、「琴緑」の四股名で序ノ口に付いた。
以来順調に番付を上げ、1974年1月、21歳で新十両昇進。結果的に、元小結・琴錦の11代佐渡ヶ嶽親方が育てた最後の関取となった。その後、1976年7月場所で新入幕を果たした。
1977年3月場所では三賞受賞こそ逸したものの11勝4敗と幕内で生涯唯一の2桁勝利を挙げ、翌5月場所では自己最高位となる西前頭筆頭まで番付を上げた。だが、同場所では3勝12敗と大きく負け越し、三役昇進は成らなかった。
1980年以降は幕下と十両を往復し、幕下13枚目の地位で途中休場した1984年3月場所限り、31歳で引退。序ノ口に付いた1968年1月場所から、現役最終場所までの約16年間で、「965番連続出場」という記録を残した。
引退後は年寄・白玉を襲名し、佐渡ヶ嶽部屋付きの親方として後進を指導する傍ら、巡業部委員も務めた。
しかし1995年3月、弟弟子・琴椿（最高位・前頭3）が引退し、年寄・白玉を襲名した事に伴って廃業した。
廃業後は帰郷し、故郷・川上郡弟子屈町にて町役場の職員となった。同郷の大横綱・大鵬の偉業を称える弟子屈町川湯相撲記念館（当時の名称）に勤務し、その相撲談義は人気を博した。記念館が民間委託となった後は水道課に勤務した。
引退後は、地元の弟子屈町で高校球児だった息子の応援にも姿を見せていた。父母会会長という立場もあって、練習後の部員にちゃんこ鍋を振る舞うなどバックアップし、ナインを支えた。
2024年2月24日午後2時19分、心不全のため北海道内の病院で死去。71歳没。
戦後の関取で「～ヶ嶽」の形の四股名で相撲を取ったたった二人の力士のうちの一人であり、もう一人は階ヶ嶽である。

## 主な成績・記録
- 通算成績：493勝472敗1休 勝率.511
- 幕内成績：36勝54敗 勝率.400
- 現役在位：98場所
- 幕内在位：6場所
- 連続出場：965番（序ノ口以来、1968年1月場所-1984年3月場所）
- 各段優勝
  - 十両優勝：1回（1977年1月場所）
  - 幕下優勝：1回（1973年5月場所）

### 場所別成績
| | 一月場所 初場所（東京） | 三月場所 春場所（大阪） | 五月場所 夏場所（東京） | 七月場所 名古屋場所（愛知） | 九月場所 秋場所（東京） | 十一月場所 九州場所（福岡） |
| --- | ----------------------- | ----------------------- | ----------------------- | --------------------------- | ----------------------- | --------------------------- |
| 1967年 （昭和42年） | x                       | x                       | x                       | x                           | x                       | （前相撲）                  |
| 1968年 （昭和43年） | 西序ノ口9枚目 5–2       | 西序二段78枚目 3–4      | 東序二段86枚目 6–1      | 西序二段87枚目 2–5          | 西序二段55枚目 3–4      | 西序二段58枚目 4–3          |
| 1969年 （昭和44年） | 西序二段42枚目 5–2      | 東序二段10枚目 4–3      | 西三段目89枚目 5–2      | 西三段目56枚目 6–1          | 東三段目17枚目 4–3      | 東三段目6枚目 2–5           |
| 1970年 （昭和45年） | 東三段目27枚目 4–3      | 西三段目15枚目 3–4      | 西三段目22枚目 5–2      | 東幕下59枚目 3–4            | 東三段目7枚目 5–2       | 西幕下42枚目 2–5            |
| 1971年 （昭和46年） | 東三段目筆頭 3–4        | 西三段目9枚目 3–4       | 西三段目16枚目 5–2      | 東幕下51枚目 4–3            | 東幕下46枚目 6–1        | 西幕下19枚目 2–5            |
| 1972年 （昭和47年） | 西幕下34枚目 5–2        | 東幕下20枚目 3–4        | 東幕下27枚目 3–4        | 西幕下32枚目 4–3            | 西幕下27枚目 3–4        | 西幕下32枚目 5–2            |
| 1973年 （昭和48年） | 西幕下16枚目 2–5        | 東幕下34枚目 5–2        | 西幕下21枚目 優勝 7–0   | 東幕下2枚目 4–3             | 西幕下筆頭 3–4          | 東幕下4枚目 6–1             |
| 1974年 （昭和49年） | 東十両13枚目 8–7        | 東十両11枚目 3–12       | 西幕下9枚目 3–4         | 東幕下16枚目 4–3            | 西幕下12枚目 3–4        | 東幕下17枚目 3–4            |
| 1975年 （昭和50年） | 西幕下24枚目 5–2        | 西幕下15枚目 6–1        | 西幕下4枚目 3–4         | 東幕下9枚目 5–2             | 西幕下2枚目 5–2         | 東十両13枚目 9–6            |
| 1976年 （昭和51年） | 東十両7枚目 8–7         | 東十両5枚目 8–7         | 東十両3枚目 9–6         | 西前頭13枚目 8–7            | 西前頭11枚目 5–10       | 東十両2枚目 8–7             |
| 1977年 （昭和52年） | 西十両筆頭 優勝 10–5    | 西前頭12枚目 11–4       | 西前頭筆頭 3–12         | 東前頭11枚目 3–12           | 東十両4枚目 6–9         | 西十両9枚目 9–6             |
| 1978年 （昭和53年） | 東十両4枚目 10–5        | 東前頭12枚目 6–9        | 西十両3枚目 5–10        | 西十両9枚目 8–7             | 東十両7枚目 8–7         | 西十両6枚目 7–8             |
| 1979年 （昭和54年） | 西十両8枚目 8–7         | 東十両6枚目 5–10        | 西十両12枚目 9–6        | 西十両6枚目 8–7             | 西十両4枚目 5–10        | 東十両13枚目 7–8            |
| 1980年 （昭和55年） | 東幕下筆頭 2–5          | 西幕下12枚目 6–1        | 東幕下3枚目 3–4         | 西幕下7枚目 5–2             | 東幕下2枚目 5–2         | 西十両11枚目 5–10           |
| 1981年 （昭和56年） | 西幕下4枚目 3–4         | 西幕下7枚目 5–2         | 東幕下2枚目 3–4         | 東幕下6枚目 5–2             | 西幕下筆頭 3–4          | 東幕下5枚目 5–2             |
| 1982年 （昭和57年） | 西十両11枚目 8–7        | 東十両8枚目 7–8         | 西十両11枚目 4–11       | 西幕下4枚目 5–2             | 西十両12枚目 8–7        | 東十両8枚目 6–9             |
| 1983年 （昭和58年） | 西十両10枚目 7–8        | 西十両13枚目 5–10       | 東幕下6枚目 3–4         | 東幕下12枚目 3–4            | 東幕下20枚目 4–3        | 東幕下15枚目 4–3            |
| 1984年 （昭和59年） | 西幕下7枚目 3–4         | 東幕下13枚目 引退 1–5–1 | x                       | x                           | x                       | x                           |
| 各欄の数字は、「勝ち-負け-休場」を示す。 優勝 引退 休場 十両 幕下 三賞：敢=敢闘賞、殊=殊勲賞、技=技能賞 その他：★=金星 番付階級：幕内 - 十両 - 幕下 - 三段目 - 序二段 - 序ノ口 幕内序列：横綱 - 大関 - 関脇 - 小結 - 前頭（「#数字」は各位内の序列） |                         |                         |                         |                             |                         |                             |

### 幕内対戦成績
| 力士名 | 勝数 | 負数 | 力士名     | 勝数 | 負数 | 力士名 | 勝数 | 負数 | 力士名   | 勝数 | 負数 |
| ------ | ---- | ---- | ---------- | ---- | ---- | ------ | ---- | ---- | -------- | ---- | ---- |
| 青葉城 | 1    | 2    | 青葉山     | 0    | 1    | 旭國   | 0    | 1    | 安達     | 1    | 0    |
| 荒勢   | 0    | 1    | 大潮       | 0    | 6    | 大錦   | 1    | 0    | 大ノ海   | 1    | 0    |
| 大登   | 1    | 2    | 大鷲       | 1    | 0    | 尾形   | 0    | 1    | 魁輝     | 3    | 3    |
| 金城   | 1    | 0    | 北瀬海     | 0    | 3    | 北の湖 | 0    | 1    | 麒麟児   | 0    | 3    |
| 蔵間   | 1    | 0    | 黒姫山     | 1    | 0    | 大旺   | 1    | 0    | 大峩     | 1    | 0    |
| 大豪   | 1    | 0    | 大受       | 2    | 1    | 大竜川 | 1    | 0    | 隆ノ里   | 1    | 3    |
| 玉輝山 | 1    | 1    | 千代の富士 | 0    | 1    | 照の山 | 1    | 0    | 出羽の花 | 0    | 1    |
| 天龍   | 0    | 1    | 栃赤城     | 0    | 1    | 栃東   | 1    | 1    | 羽黒岩   | 2    | 2    |
| 播竜山 | 2    | 3    | 富士櫻     | 1    | 0    | 双津竜 | 1    | 2    | 増位山   | 2    | 1    |
| 豊山   | 1    | 0    | 若獅子     | 1    | 3    | 若ノ海 | 1    | 1    | 輪島     | 0    | 1    |

## 改名歴
- 琴緑（ことみどり、1968年1月場所-1971年5月場所）
- 琴魅鳳 孝一（ことみどり こういち、1971年7月場所-1975年3月場所）
- 琴ヶ嶽 綱一（ことがたけ こういち、1975年5月場所-1980年1月場所）
- 琴美鳳 晃一（ことみどり こういち、1980年3月場所-1981年11月場所）
- 琴ヶ嶽 綱一（ことがたけ こういち、1982年1月場所-1984年3月場所）

## 年寄変遷
- 白玉 綱一（しらたま こういち、1984年3月-1995年3月）